# Tour de Francia 1980
El 67.º Tour de Francia se disputó entre el 26 de junio y el 21 de julio de 1980 con un recorrido de 3842 km. dividido en un prólogo y 22 etapas de las que la primera y la séptima constaron de dos sectores. Participaron 13 equipos de 10 corredores de los que ninguno logró finalizar la prueba con todos sus integrantes. El vencedor cubrió la prueba a una velocidad media de 35,317 km/h.
Bernard Hinault, portador del maillot amarillo y ganador de las dos ediciones anteriores, sufrió problemas de rodilla viéndose obligado a retirarse antes de la 13.ª etapa.
Joop Zoetemelk ganó el Tour de Francia en su décima participación donde había terminado cinco veces en segundo lugar. Su equipo, el Ti-Raleigh Cycling Team, gana 11 etapas,  siete de ellas de manera consecutiva.

## Equipos participantes
| Equipos ciclistas profesionales (13)- Renault-Gitane - TI-Raleigh-Creda - Puch-Sem-Campagnolo - Peugeot-Esso-Michelin - DAF Trucks-Lejeune - Splendor-Admiral - Marc-Carlos-V.R.D.-Woningbouw - Miko-Mercier-Vivagel - La Redoute-Motobécane - IJsboerke-Warncke Eis - Boston-IFI-Mavic - Teka - Kelme-Gios |
| |

## Etapas
| Etapa       | Fecha     | Recorrido                                                     | type                     | Distancia (km) | Ganador             | Líder            |
| ----------- | --------- | ------------------------------------------------------------- | ------------------------ | -------------- | ------------------- | ---------------- |
| Prólogo     | 26 de jun | Fráncfort del Meno – Fráncfort del Meno                       | prólogo                  | 7,6            | Bernard Hinault     | Bernard Hinault  |
| 1.ª etapa a | 27 de jun | Fráncfort del Meno – Wiesbaden                                | etapa llana              | 133            | Jan Raas            | Bernard Hinault  |
| 1.ª etapa b | 27 de jun | Wiesbaden – Fráncfort del Meno                                | contrarreloj por equipos | 45,8           | TI-Raleigh-Creda    | Gerrie Knetemann |
| 2.ª etapa   | 28 de jun | Fráncfort del Meno – Metz                                     | etapa llana              | 276            | Rudy Pevenage       | Yvon Bertin      |
| 3.ª etapa   | 29 de jun | Metz – Lieja                                                  | etapa llana              | 282,5          | Henk Lubberding     | Rudy Pevenage    |
| 4.ª etapa   | 30 de jun | Circuito de Spa-Francorchamps – Circuito de Spa-Francorchamps | contrarreloj individual  | 34,6           | Bernard Hinault     | Rudy Pevenage    |
| 5.ª etapa   | 1 de jul  | Lieja – Lille                                                 | etapa llana              | 236,5          | Bernard Hinault     | Rudy Pevenage    |
| 6.ª etapa   | 2 de jul  | Lille – Compiègne                                             | etapa llana              | 215,6          | Jean-Louis Gauthier | Rudy Pevenage    |
| 7.ª etapa a | 3 de jul  | Compiègne – Beauvais                                          | contrarreloj por equipos | 65             | TI-Raleigh-Creda    | Rudy Pevenage    |
| 7.ª etapa b | 3 de jul  | Beauvais – Ruán                                               | etapa llana              | 92             | Jan Raas            | Rudy Pevenage    |
| 8.ª etapa   | 4 de jul  | Flers – Saint-Malo                                            | etapa llana              | 164,2          | Bert Oosterbosch    | Rudy Pevenage    |
|             | 5 de jul  | Día de descanso                                               | Día de descanso          |                |                     |                  |
| 9.ª etapa   | 6 de jul  | Saint-Malo – Nantes                                           | etapa llana              | 205,3          | Jan Raas            | Rudy Pevenage    |
| 10.ª etapa  | 7 de jul  | Rochefort – Burdeos                                           | etapa llana              | 163            | Cees Priem          | Rudy Pevenage    |
| 11.ª etapa  | 8 de jul  | Damazan – Laplume                                             | contrarreloj individual  | 51,8           | Joop Zoetemelk      | Bernard Hinault  |
| 12.ª etapa  | 9 de jul  | Agen – Pau                                                    | etapa llana              | 194,1          | Gerrie Knetemann    | Bernard Hinault  |
| 13.ª etapa  | 10 de jul | Pau – Bagnères-de-Luchon                                      | etapa de montaña         | 200,4          | Raymond Martin      | Joop Zoetemelk   |
| 14.ª etapa  | 11 de jul | Lézignan-Corbières – Montpellier                              | etapa llana              | 189,5          | Ludo Peeters        | Joop Zoetemelk   |
| 15.ª etapa  | 12 de jul | Montpellier – Martigues                                       | etapa llana              | 160            | Bernard Vallet      | Joop Zoetemelk   |
| 16.ª etapa  | 13 de jul | Trets – Pra-Loup                                              | etapa de montaña         | 208,6          | Jos Deschoenmaecker | Joop Zoetemelk   |
| 17.ª etapa  | 14 de jul | Serre Chevalier – Morzine                                     | etapa de montaña         | 242            | Mariano Martínez    | Joop Zoetemelk   |
|             | 15 de jul | Día de descanso                                               | Día de descanso          |                |                     |                  |
| 18.ª etapa  | 16 de jul | Morzine                                                       | etapa de montaña         | 198,8          | Ludo Loos           | Joop Zoetemelk   |
| 19.ª etapa  | 17 de jul | Voreppe – Saint-Étienne                                       | etapa de media montaña   | 139,7          | Sean Kelly          | Joop Zoetemelk   |
| 20.ª etapa  | 18 de jul | Saint-Étienne – Saint-Étienne                                 | contrarreloj individual  | 34,5           | Joop Zoetemelk      | Joop Zoetemelk   |
| 21.ª etapa  | 19 de jul | Auxerre – Fontenay-sous-Bois                                  | etapa llana              | 208            | Sean Kelly          | Joop Zoetemelk   |
| 22.ª etapa  | 20 de jul | Fontenay-sous-Bois – París                                    | etapa llana              | 186,1          | Pol Verschuere      | Joop Zoetemelk   |

## Clasificación general

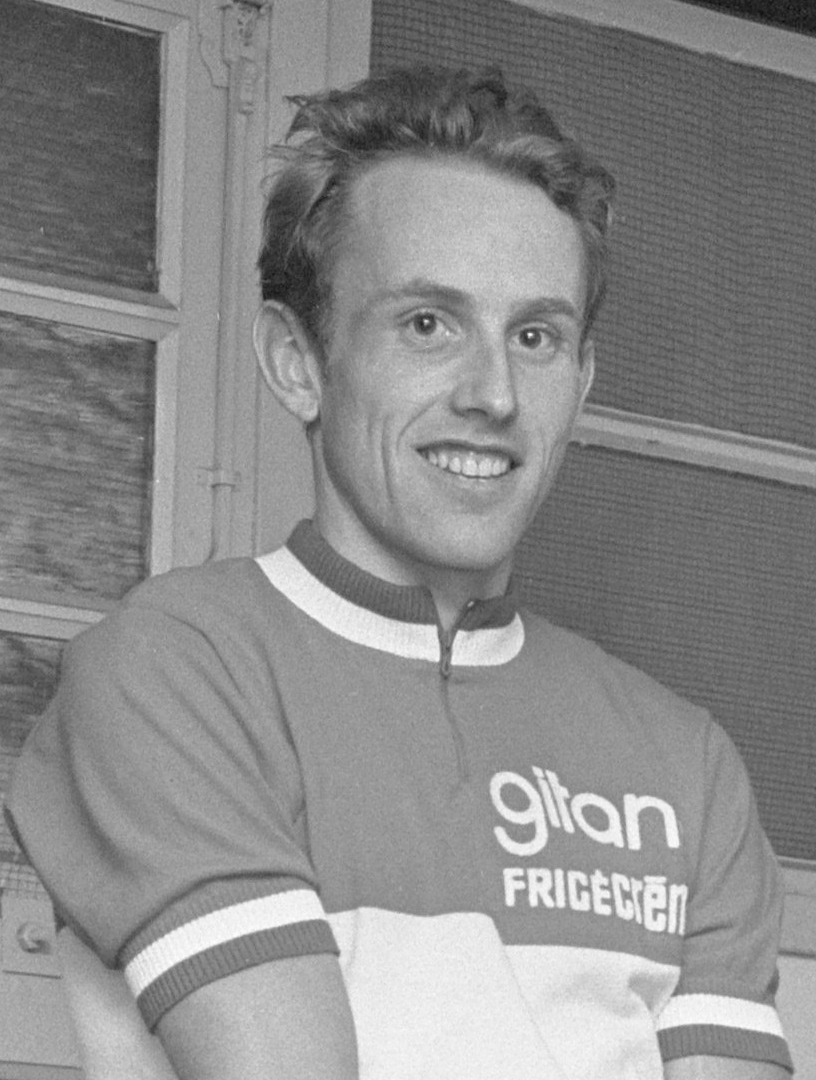
Joop Zoetemelk, ganador de este Tour de Francia

| \| Clasificación general \| Clasificación general \| Clasificación general \| Clasificación general \| Clasificación general \| \| Ciclista \| Ciclista \| Equipo \| Tiempo \| \| \| --------------------- \| ------------------------ \| ----------------------------- \| --------------------- \| --------------------- \| \| 1.º \| Joop Zoetemelk \| TI-Raleigh-Creda \| 109 h 19 min 14 s \| \| \| 2.º \| Hennie Kuiper \| Peugeot-Esso-Michelin \| + 6 min 55 s \| \| \| 3.º \| Raymond Martin \| Miko-Mercier-Vivagel \| + 7 min 56 s \| \| \| 4.º \| Johan de Muynck \| Splendor-Admiral \| + 12 min 24 s \| \| \| 5.º \| Joaquim Agostinho \| Puch-Campagnolo-Sem \| + 15 min 37 s \| \| \| 6.º \| Christian Seznec \| Miko-Mercier-Vivagel \| + 16 min 16 s \| \| \| 7.º \| Sven-Åke Nilsson \| Miko-Mercier-Vivagel \| + 16 min 33 s \| \| \| 8.º \| Ludo Peeters \| IJsboerke-Warncke Eis \| + 20 min 45 s \| \| \| 9.º \| Pierre Bazzo \| La Redoute-Motobécane \| + 21 min 03 s \| \| \| 10.º \| Henk Lubberding \| TI-Raleigh-Creda \| + 21 min 10 s \| \| \| 11.º \| Robert Alban \| La Redoute-Motobécane \| + 22 min 41 s \| \| \| 12.º \| Johan van der Velde \| TI-Raleigh-Creda \| + 25 min 28 s \| \| \| 13.º \| Claude Criquielion \| Splendor-Admiral \| + 27 min 43 s \| \| \| 14.º \| Jostein Wilmann \| Puch-Campagnolo-Sem \| + 28 min 04 s \| \| \| 15.º \| Régis Ovion \| Puch-Campagnolo-Sem \| + 29 min 48 s \| \| \| 16.º \| Lucien van Impe \| Marc-Carlos-V.R.D.-Woningbouw \| + 32 min 55 s \| \| \| 17.º \| Bernard Thévenet \| Teka \| + 32 min 59 s \| \| \| 18.º \| Ludo Loos \| Marc-Carlos-V.R.D.-Woningbouw \| + 36 min 36 s \| \| \| 19.º \| Jo Maas \| DAF Trucks-Lejeune \| + 36 min 44 s \| \| \| 20.º \| Vicente Belda \| Kelme-Gios \| + 42 min 42 s \| \| \| 21.º \| Patrick Busolini \| Puch-Campagnolo-Sem \| + 45 min 35 s \| \| \| 22.º \| Géry Verlinden \| IJsboerke-Warncke Eis \| + 52 min 17 s \| \| \| 23.º \| Ferdinand Julien \| Boston-IFI-Mavic \| + 52 min 37 s \| \| \| 24.º \| Ismael Lejarreta \| Teka \| + 54 min 05 s \| \| \| 25.º \| Alberto Fernández Blanco \| Teka \| + 55 min 17 s \| \| |                          |                               |                   |
| |                          |                               |                   |
| Fuentes: ProCyclingStats Cycling Archives |                          |                               |                   |
| Clasificación general |                          |                               |                   |
| Ciclista | Ciclista                 | Equipo                        | Tiempo            |
| 1.º | Joop Zoetemelk           | TI-Raleigh-Creda              | 109 h 19 min 14 s |
| 2.º | Hennie Kuiper            | Peugeot-Esso-Michelin         | + 6 min 55 s      |
| 3.º | Raymond Martin           | Miko-Mercier-Vivagel          | + 7 min 56 s      |
| 4.º | Johan de Muynck          | Splendor-Admiral              | + 12 min 24 s     |
| 5.º | Joaquim Agostinho        | Puch-Campagnolo-Sem           | + 15 min 37 s     |
| 6.º | Christian Seznec         | Miko-Mercier-Vivagel          | + 16 min 16 s     |
| 7.º | Sven-Åke Nilsson         | Miko-Mercier-Vivagel          | + 16 min 33 s     |
| 8.º | Ludo Peeters             | IJsboerke-Warncke Eis         | + 20 min 45 s     |
| 9.º | Pierre Bazzo             | La Redoute-Motobécane         | + 21 min 03 s     |
| 10.º | Henk Lubberding          | TI-Raleigh-Creda              | + 21 min 10 s     |
| 11.º | Robert Alban             | La Redoute-Motobécane         | + 22 min 41 s     |
| 12.º | Johan van der Velde      | TI-Raleigh-Creda              | + 25 min 28 s     |
| 13.º | Claude Criquielion       | Splendor-Admiral              | + 27 min 43 s     |
| 14.º | Jostein Wilmann          | Puch-Campagnolo-Sem           | + 28 min 04 s     |
| 15.º | Régis Ovion              | Puch-Campagnolo-Sem           | + 29 min 48 s     |
| 16.º | Lucien van Impe          | Marc-Carlos-V.R.D.-Woningbouw | + 32 min 55 s     |
| 17.º | Bernard Thévenet         | Teka                          | + 32 min 59 s     |
| 18.º | Ludo Loos                | Marc-Carlos-V.R.D.-Woningbouw | + 36 min 36 s     |
| 19.º | Jo Maas                  | DAF Trucks-Lejeune            | + 36 min 44 s     |
| 20.º | Vicente Belda            | Kelme-Gios                    | + 42 min 42 s     |
| 21.º | Patrick Busolini         | Puch-Campagnolo-Sem           | + 45 min 35 s     |
| 22.º | Géry Verlinden           | IJsboerke-Warncke Eis         | + 52 min 17 s     |
| 23.º | Ferdinand Julien         | Boston-IFI-Mavic              | + 52 min 37 s     |
| 24.º | Ismael Lejarreta         | Teka                          | + 54 min 05 s     |
| 25.º | Alberto Fernández Blanco | Teka                          | + 55 min 17 s     |

## Clasificaciones secundarias

### Clasificación por puntos(Maillot Vert)
| Clasificación por puntos | Clasificación por puntos | Clasificación por puntos | Clasificación por puntos | Clasificación por puntos |
| Ciclista                 | Ciclista                 | Equipo                   | Puntos                   |                          |
| ------------------------ | ------------------------ | ------------------------ | ------------------------ | ------------------------ |
| 1.º                      | Rudy Pevenage            | IJsboerke-Warncke Eis    | 194 pts                  |                          |
| 2.º                      | Sean Kelly               | Splendor-Admiral         | 153 pts                  |                          |
| 3.º                      | Ludo Peeters             | IJsboerke-Warncke Eis    | 148 pts                  |                          |
| 4.º                      | Joseph Jacobs            | IJsboerke-Warncke Eis    | 122 pts                  |                          |
| 5.º                      | Léo van Vliet            | TI-Raleigh-Creda         | 120 pts                  |                          |
| 6.º                      | Pierre Bazzo             | La Redoute-Motobécane    | 111 pts                  |                          |
| 7.º                      | Guido Van Calster        | Splendor-Admiral         | 89 pts                   |                          |
| 8.º                      | Klaus-Peter Thaler       | Teka                     | 86 pts                   |                          |
| 9.º                      | William Tackaert         | DAF Trucks-Lejeune       | 81 pts                   |                          |
| 10.º                     | Joop Zoetemelk           | TI-Raleigh-Creda         | 80 pts                   |                          |

### Clasificación de la montaña(Maillot à Pois Rouges)
| Clasificación de la montaña | Clasificación de la montaña | Clasificación de la montaña   | Clasificación de la montaña | Clasificación de la montaña |
| Ciclista                    | Ciclista                    | Equipo                        | Puntos                      |                             |
| --------------------------- | --------------------------- | ----------------------------- | --------------------------- | --------------------------- |
| 1.º                         | Raymond Martin              | Miko-Mercier-Vivagel          | 223 pts                     |                             |
| 2.º                         | Ludo Loos                   | Marc-Carlos-V.R.D.-Woningbouw | 162 pts                     |                             |
| 3.º                         | Ludo Peeters                | IJsboerke-Warncke Eis         | 147 pts                     |                             |
| 4.º                         | Sven-Åke Nilsson            | Miko-Mercier-Vivagel          | 145 pts                     |                             |
| 5.º                         | Joop Zoetemelk              | TI-Raleigh-Creda              | 137 pts                     |                             |
| 6.º                         | Jostein Wilmann             | Puch-Campagnolo-Sem           | 116 pts                     |                             |
| 7.º                         | Vicente Belda               | Kelme-Gios                    | 99 pts                      |                             |
| 8.º                         | Lucien van Impe             | Marc-Carlos-V.R.D.-Woningbouw | 97 pts                      |                             |
| 9.º                         | Robert Alban                | La Redoute-Motobécane         | 86 pts                      |                             |
| 10.º                        | Joaquim Agostinho           | Puch-Campagnolo-Sem           | 81 pts                      |                             |

### Clasificación del mejor joven(Maillot Blanc)
| Clasificación del mejor joven | Clasificación del mejor joven | Clasificación del mejor joven | Clasificación del mejor joven | Clasificación del mejor joven |
| Ciclista                      | Ciclista                      | Equipo                        | Tiempo                        |                               |
| ----------------------------- | ----------------------------- | ----------------------------- | ----------------------------- | ----------------------------- |
| 1.º                           | Johan van der Velde           | TI-Raleigh-Creda              | 109 h 45 min 02 s             |                               |
| 2.º                           | Claude Criquielion            | Splendor-Admiral              | + 1 min 55 s                  |                               |
| 3.º                           | Daniel Plummer                | Splendor-Admiral              | + 32 min 58 s                 |                               |
| 4.º                           | Pascal Simon                  | Peugeot-Esso-Michelin         | + 32 min 58 s                 |                               |
| 5.º                           | Sean Kelly                    | Splendor-Admiral              | + 32 min 58 s                 |                               |

### Clasificación de los sprints intermedios
| Clasificación de las metas volantes | Clasificación de las metas volantes | Clasificación de las metas volantes | Clasificación de las metas volantes | Clasificación de las metas volantes |
| Ciclista                            | Ciclista                            | Equipo                              | Puntos                              |                                     |
| ----------------------------------- | ----------------------------------- | ----------------------------------- | ----------------------------------- | ----------------------------------- |
| 1.º                                 | Rudy Pevenage                       | IJsboerke-Warncke Eis               | 79 pts                              |                                     |
| 2.º                                 | Jean-Louis Gauthier                 | Miko-Mercier-Vivagel                | 45 pts                              |                                     |
| 3.º                                 | Ludo Peeters                        | IJsboerke-Warncke Eis               | 31 pts                              |                                     |
| 4.º                                 | Pierre Bazzo                        | La Redoute-Motobécane               | 28 pts                              |                                     |
| 5.º                                 | Patrick Pevenage                    | DAF Trucks-Lejeune                  | 22 pts                              |                                     |

### Clasificación por equipos en tiempo
| Clasificación por equipos | Clasificación por equipos | Clasificación por equipos | Clasificación por equipos |
| Equipo                    | Equipo                    | Tiempo                    |                           |
| ------------------------- | ------------------------- | ------------------------- | ------------------------- |
| 1.º                       | Miko-Mercier-Vivagel      | 450 h 25 min 36 s         |                           |
| 2.º                       | TI-Raleigh-Creda          | + 6 min 02 s              |                           |
| 3.º                       | Puch-Sem-Campagnolo       | + 20 min 35 s             |                           |
| 4.º                       | Splendor-Admiral          | + 50 min 20 s             |                           |
| 5.º                       | La Redoute-Motobécane     | + 55 min 37 s             |                           |
| 6.º                       | IJsboerke-Warncke Eis     | + 1 h 08 min 13 s         |                           |
| 7.º                       | Peugeot-Esso-Michelin     | + 1 h 17 min 24 s         |                           |
| 8.º                       | DAF Trucks-Lejeune        | + 2 h 09 min 29 s         |                           |
| 9.º                       | Teka                      | + 2 h 18 min 59 s         |                           |
| 10.º                      | Renault-Gitane            | + 2 h 25 min 49 s         |                           |

### Clasificación por equipos por puntos
| Clasificación por equipos | Clasificación por equipos | Clasificación por equipos | Clasificación por equipos |
| Equipo                    | Equipo                    | Puntos                    |                           |
| ------------------------- | ------------------------- | ------------------------- | ------------------------- |
| 1.º                       | TI-Raleigh-Creda          | 1020 pts                  |                           |
| 2.º                       | IJsboerke-Warncke Eis     | 1133 pts                  |                           |
| 3.º                       | La Redoute-Motobécane     | 1291 pts                  |                           |
| 4.º                       | Miko-Mercier-Vivagel      | 1624 pts                  |                           |
| 5.º                       | Peugeot-Esso-Michelin     | 1680 pts                  |                           |
| 6.º                       | Splendor-Admiral          | 1753 pts                  |                           |